# Raptor: Call of the Shadows
Raptor: Call of the Shadows (сокращается до Raptor) — компьютерная игра в жанре вертикального скролл-шутера, разработанная Cygnus Studios (в настоящее время переименована в Mountain King Studios) и изданная компанией Apogee Software в 1994 году эксклюзивно для компьютеров IBM PC и операционной системы MS-DOS. В 1999 году игра была переиздана Mountain King Studios в виде версии для операционной системы Windows. Эта версия не распространяется Apogee Software.
Существуют условно-бесплатные варианты игры для обеих версий, включающие первый эпизод. Полная версия остаётся доступной для приобретения в электронном виде на сайтах разработчика и издателя, но «коробочная» версия игры более недоступна.

## Сюжет
Действие игры происходит в будущем. Игрок исполняет роль наёмника, пилотирующего сверхтехнологичный истребитель Raptor, выполняя межпланетные миссии по уничтожению конкурентов корпорации MegaCorps.
Истребитель Raptor представляет собой комбинацию реактивных истребителей Eurofighter Typhoon (дельтовидное крыло и аэродинамическая схема «Утка») и F-15 Eagle (фюзеляж и двойной хвост).

## Игровой процесс

### Уровни
Игра состоит из трёх секторов (эпизодов) — Bravo Sector, Tango Sector и Outer Regions. Каждый из них включает по девять миссий («волн»), таким образом всего в игре 27 уровней. Игрок может начать игру с любого эпизода, но прохождение их по порядку упрощает игру, так как эпизоды имеют нарастающую сложность. После прохождения сектора игрок может начать его повторное прохождение с сохранением всех набранных денег и вооружения и с возрастающей сложностью.
Действие первого сектора происходит в местности, напоминающей Средний Восток. Фон состоит из прерий с редкими лесами и реками, а также сооружений, связанных с добычей и переработкой нефти. В последнем уровне сектора игрок должен разрушить нефтяную вышку Lithos Petroleum, одного из конкурентов MegaCorps.
Второй сектор включает в себя уровни, действие которых происходит в разных местах. Они включают большую химическую фабрику, сельское хозяйство, джунгли, город и авиабазу. В последнем уровне сектора игрок уничтожает древний дворец и сражается с гигантским самолётом, разделяющимся на три части.
Уровни последнего сектора расположены на разных планетах и включают поверхность Луны, похожую на Марс красную планету, ледяной и вулканический миры. В последнем уровне сектора и игры действие происходит на космической станции.

### Противники
Противники на уровнях представлены в виде воздушной и наземной техники. Также присутствуют разрушаемые здания. В конце каждого уровня и в середине поздних уровней происходит сражение с боссом. При уничтожении целей игрок получает деньги. После каждого уровня доступен магазин, где игрок может потратить деньги на приобретение вооружения и других улучшений для своего истребителя.

### Вооружение и броня
В игре присутствует два типа оружия — основное и дополнительное. Игрок начинает с простейшим основным оружием и впоследствии может приобрести более мощное на полученные в процессе прохождения уровня деньги. Игрок может переключаться между разными видами дополнительного оружия в любой момент. Всего в игре три вида основного и одиннадцать видов дополнительного оружия.
Игрок также может использовать мегабомбу, уничтожающую всех обычных врагов и все снаряды на экране. Бомбы могут быть найдены на уровнях или приобретены в магазине. Одновременно игрок может иметь до пяти бомб.
Истребитель игрока имеет броню с запасом прочности в 100 единиц, позволяющую выдерживать много попаданий. В игре отсутствуют попытки — при полной потере брони игра заканчивается, но может быть продолжена с последнего сохранения. Броня медленно восстанавливается при условии, что игрок не стреляет, а уровень сложности меньше максимального. Также доступны дополнительные щиты, добавляющие по 100 единиц прочности каждый. От брони они отличаются отсутствием восстановления. Игрок может приобрести пять таких щитов.

## Оценки
В сентябре 2007 года игра попала на девятую позицию списка «десяти лучших 2D-шутеров» в видеообзоре от ScrewAttack на сайте GameTrailers.

## Пасхальное яйцо
Если игра запущена, когда встроенные часы компьютера показывают одну из определённых дат (например, 25 декабря), соответствующих дням рождения авторов игры и другим событиям, в игре появляются дополнительные объекты и противники в виде коров, обезьян, ящериц и тому подобные. Также изменяется титульный экран и звуковые эффекты.